# Nguyễn Hoàng Thương
Nguyễn Hoàng Thương (sinh ngày 22 tháng 2 năm 1988) là cầu thủ bóng chuyền Việt Nam. Anh đang là phụ công số 1 của Đội tuyển bóng chuyền nam quốc gia Việt Nam hiện nay. Năm 2018, Hoàng Thương thi đấu cho Câu lạc bộ bóng chuyền Tràng An Ninh Bình.

## Câu lạc bộ
- XSKT VĨnh Long (2006 - 2009)
- Maseco TP HCM (2009 - 2016)
- Becamex Quân đoàn 4 (2017)
- Tràng An Ninh Bình (2018 - 2019)
- SXKT Vĩnh Long (4/2019 - nay)